# کالینگتون، کورنوال
latitudeکالینگتون، کورنوالlongitudeکالینگتون، کورنوال
کالینگتون، کورنوال (به انگلیسی: Callington, Cornwall) یک منطقهٔ مسکونی در انگلستان است که در جنوب غربی انگلستان واقع شده‌است.

## خصوصیات
کالینگتون ۶٬۰۲۳ نفر جمعیت دارد.